# Ornithoctona
Ornithoctona is een vliegengeslacht uit de familie van de luisvliegen (Hippoboscidae).

## Soorten
- O. erythrocephala (Leach, 1817)
- O. fusciventris (Wiedemann, 1830)